# 炭素隔離

人間活動によって放出された地球大気中の二酸化炭素を地質学的および生物学的に隔離する。

炭素隔離（たんそかくり、英: Carbon sequestration）とは、二酸化炭素を二酸化炭素吸収源に蓄えるプロセスのことである(p2248)。炭素隔離は、地球大気中の二酸化炭素量を減らすことで、気候変動の抑制に重要な役割を果たす。炭素隔離は主に2種類あり、生物学的隔離（バイオ隔離とも呼ばれる）と地質学的隔離がある。
生物学的炭素隔離は、炭素循環の一部として自然に起こるプロセスである。人間は意図的な行動や技術の利用を通じてこれを強化することができる。二酸化炭素は、生物学的・化学的・物理的なプロセスによって自然に大気圏から吸収される。これらのプロセスは、土地利用の変更や農業の実践といった炭素農業を通じて加速することが可能である。また、人工的なプロセスも考案されており、これによって同様の効果を得ることができる。このアプローチは二酸化炭素回収・貯留と呼ばれ、人間活動によって生じる二酸化炭素を技術を使って回収し、地下や海底下に隔離（貯留）することを指す。
森林や昆布棚などの植物は、成長時に空気中の二酸化炭素を吸収し、それをバイオマスに結びつける。しかし、これらの生物学的な二酸化炭素の蓄積は、一時的な二酸化炭素吸収源である可能性がある。長期的な隔離が保証されるわけではなく、山火事、病気、経済的な圧力や政治の優先事項の変化によって、隔離された二酸化炭素が再び大気中に放出される可能性がある。
大気から除去された二酸化炭素は、地下に注入することで地殻内に貯蔵することもできる。また、不溶性の炭酸塩として保存することも可能できる。この後者のプロセスは鉱物隔離と呼ばれる。これらの方法は非揮発性と見なされ、大気から二酸化炭素を除去するだけでなく、無期限に隔離できるためである。これにより、二酸化炭素は数千年から数百万年にわたって封じ込められることになる。
海洋での炭素隔離プロセスを強化するために、以下の化学的または物理的な技術が提案されている。
- 海洋施肥
- 人工湧昇
- 玄武岩貯蔵
- 鉱物化
- 深海堆積物
- 酸を中和するための塩基の添加

しかし、これらの技術はいずれも大規模な実用化には至っていない。一方で、海藻養殖は生物学的プロセスであり、かなりの量の二酸化炭素を隔離する可能性がある。炭素農業のための海藻の成長が促進されれば、収穫された海藻は深海に輸送され、長期的に埋設されることになる。IPCCの気候変動における海洋と雪氷圏に関する特別報告書は、緩和策としての海藻養殖にさらなる研究の注目を推奨している。

## 専門用語
炭素隔離という用語は、文献やメディアでさまざまな意味で使用されている。IPCC第6次評価報告書では、二酸化炭素を炭素プールに蓄えるプロセスと定義されている(p2248)。さらに、炭素プールは、地球システム内で、炭素や窒素などの元素がさまざまな化学形態で一定期間存在する貯蔵庫と定義されている(p2244)。
アメリカ地質調査所（USGS）は、炭素隔離を大気中の二酸化炭素を捕捉し、貯蔵するプロセスと定義している。そのため、メディアでは炭素隔離と二酸化炭素回収・貯留（CCS）の違いが曖昧になることがある。しかし、IPCCはCCSを産業源からの比較的純度の高い二酸化炭素を分離、処理して、長期的な貯留場所へ輸送するプロセスと定義している(p2221)。

## 役割

### 自然
炭素隔離は、炭素が生物圏、土壌圏、地圏、水圏、および大気圏の間で交換される自然の炭素循環の一部である。二酸化炭素は、生物学的・化学的・物理的なプロセスを通じて自然に大気から吸収され、長期的な貯蔵庫に蓄えられる。
森林や昆布棚などの植物は成長する際に空気中の二酸化炭素を吸収し、それをバイオマスに結びつける。しかし、これらの生物学的な炭素貯蔵は、長期的な隔離が保証されないため、揮発性の炭素吸収源と見なされる。例えば、山火事や病気、経済的圧力、政治的優先事項の変化などの出来事によって、隔離された炭素が再び大気中に放出される可能性がある。

### 気候変動の緩和と政策
炭素隔離は、二酸化炭素吸収源として機能する場合、地球温暖化への対策に寄与し、地球温暖化の影響を減少させるのに役立つ。これにより、大気および海洋中の温室効果ガス（主に化石燃料の燃焼によって放出される二酸化炭素）の蓄積を遅らせることができる。
気候変動の緩和を目的とした炭素隔離は、自然に発生する炭素隔離を強化する方法と、炭素隔離プロセスに技術を用いる方法のいずれかで行われる。
二酸化炭素回収・貯留（CCS）アプローチにおいて、炭素隔離は貯留の要素を指す。人工的な炭素貯蔵技術として、深部の地質層（塩水層や枯渇したガス田を含む）にガス状の炭素を貯蔵する方法や、二酸化炭素を金属酸化物と反応させて安定した炭酸塩を生成する固体貯蔵が適用される。
人工的に炭素を隔離（炭素循環の自然なプロセスを使用しない場合）するには、まず炭素を回収する必要がある。または、既存の炭素豊富な物質が燃焼や分解などによって再び大気中に放出されるのを大幅に遅らせるか防ぐ必要がある。これには、建設などの長期的な用途に組み込む方法が含まれる。その後、炭素は受動的に貯蔵されるか、さまざまな形で有効利用され続けることができる。例えば、収穫された木材（炭素豊富な材料）は建設やその他の耐久性のある製品に組み込まれることで、その炭素が数年から数世紀にわたって隔離されることになる。工業生産において、エンジニアは通常、発電所や工場からの排出ガスから二酸化炭素を回収する。
例えば、アメリカ合衆国の大統領令13990号（正式名称：公衆衛生と環境の保護、科学の回復による気候危機への対応）には、湿地や森林などの炭素吸収源となる生態系の保全と回復による炭素隔離についての記載がいくつかある。この文書では、炭素隔離において農家や土地所有者、沿岸地域のコミュニティの重要性が強調されている。また、財務省に対し、市場に基づくメカニズムを通じて炭素吸収源の保全を促進するよう指示している。

## 陸上での生物学的炭素隔離
生物学的炭素隔離（バイオ隔離）は、大気中の温室効果ガスである二酸化炭素を継続的または強化された生物学的プロセスによって捕捉・貯蔵することである。この炭素隔離の形態は、森林再生や持続可能な森林計画といった土地利用の実践を通じて、光合成の速度を高めることで行われる。自然な炭素隔離を強化する土地利用の変更には、毎年多量の二酸化炭素を捕捉・貯蔵する可能性がある。これには、森林、泥炭地、湿地、草地といった生態系の保全、管理、回復に加え、農業における炭素隔離の方法も含まれる。農業や林業では、土壌炭素の隔離を強化するための方法や実践が存在する。

### 林業

2020年の森林炭素プールにおける炭素蓄積の割合

森林は、樹木や植物が光合成を通じて二酸化炭素を吸収するため、地球の炭素循環において重要な役割を果たしている。そのため、森林は気候変動の緩和にも重要な役割を担っている:37。森林は温室効果ガスである二酸化炭素を空気中から取り除くことで、地上の二酸化炭素吸収源として機能する。これにより、バイオマスの形で大量の炭素が蓄積され、根や幹、枝、葉に含まれる。樹木はその寿命を通じて炭素を隔離し、長期にわたって大気中の二酸化炭素を貯蔵し続ける。そのため、持続可能な森林管理、植林、森林再生は、気候変動の緩和に重要な貢献をしている。
このような取り組みにおいて重要な点は、森林が二酸化炭素吸収源から二酸化炭素発生源に転じる可能性があることである。
2019年には、森林が1990年代に比べて二酸化炭素吸収量が3分の1程度少ない。これは、気温の上昇や旱魃、森林破壊が原因である。典型的な熱帯雨林は2060年代までに二酸化炭素発生源になる可能性がある。
研究者たちは、環境サービスの観点から見ると、森林破壊後に森林再生するよりも、最初から森林破壊を避けるほうが良いことを発見した。森林破壊を避けることで、生物多様性の喪失や土壌劣化といった不可逆的な影響を防ぐことができる。さらに、低年北方森林では、土壌中に蓄積された既存の二酸化炭素が放出される可能性が高くなる。熱帯雨林の破壊によって引き起こされる温室効果ガス排出量は、2019年頃まで大幅に過小評価されていた可能性がある。さらに、植林や森林再生の効果が現れるのは、既存の森林を保全する場合よりも将来的に遠いものになる。地球温暖化に対する効果が現れるまでには数十年と長い時間がかかる。これは、成熟した熱帯雨林の樹木による炭素隔離効果と同等の利益が得られるまでに時間がかかるためであり、そのため、森林破壊を抑制することの重要性が高まる。そのため、科学者たちは炭素を豊富に含む、長寿命の生態系、特に自然林の保護と回復を主要な気候変動対策と考えている。
耕作に適さない農地や牧草地に樹木を植えることは、大気中の二酸化炭素をバイオマスとして取り込み、炭素を蓄積するのに役立つ。この炭素隔離プロセスを成功させるためには、樹木が枯れたときにバイオマスの燃焼や腐敗によって炭素が再び大気中に戻らないようにする必要がある。そのため、樹木のために割り当てられた土地は他の用途に転用されてはならない。また、得られた木材自体をバイオ炭、二酸化炭素回収・貯留を伴うバイオエネルギー、埋立、あるいは建築資材として利用するなどして隔離する必要がある。
地球には、9億ヘクタールの樹冠を追加で植えるスペースがあるとされているが、この推定には批判もあり、気候への純冷却効果を考慮し、アルベドなどの生物物理的フィードバックを含めると、実際の適地は20～80％少ないとされている。
これらの樹木を植え、保護することで、将来的な気候変動に耐え、成熟すれば、2050億トンの二酸化炭素を隔離する可能性がある。
この数値を比較すると、これは2019年時点での世界における二酸化炭素の年間排出量の約20年分に相当する。この規模の炭素隔離は、2019年時点の大気中の二酸化炭素量の約25％に相当する。
森林の寿命は、樹木の種類、立地条件、自然の攪乱パターンにより地域ごとに異なる。ある森林では数世紀にわたり二酸化炭素が蓄積される一方で、頻繁なスタンド（林分）交代火災が発生する森林では二酸化炭素が放出される。スタンド交代が起こる前に伐採された森林では、材木などの製品に二酸化炭素が保持される。しかし、伐採された森林から除去された炭素のうち、耐久財や建築物に利用されるのは一部に過ぎない。残りはパルプ、紙、パレットなどの製材副産物として処理される。世界中の新しい建築物で90％を木材製品（特に低層建築物でのマスティンバーの採用）にした場合、年間で7億トンの二酸化炭素を隔離できる可能性がある。さらに、木材使用によって代替される鉄鋼やコンクリートなどの建材の生産による二酸化炭素排出も削減される。
あるメタ分析によれば、混合種の植林は、二酸化炭素貯留量を増加させると同時に、植林地の多様化によるその他の利点をもたらすことが分かった。
竹林は成熟した樹木の森林に比べて総二酸化炭素貯留量は少ないものの、隔離速度は成熟森林や樹木の植林地よりもはるかに速い。そのため、竹材の栽培は炭素隔離において大きな潜在能力を持つと考えられる。
国際連合食糧農業機関（FAO）は、森林における総炭素蓄積量は、1990年の668ギガトンから2020年には662ギガトンに減少したと報告している:11。カナダの北方森林では、総炭素量の約80％が土壌中の枯れた有機物として蓄積されている。
IPCC第6次評価報告書によれば、二次林の再生や劣化した森林および非森林生態系の回復は、炭素隔離に大きな役割を果たす可能性がある（高い信頼性）とされ、撹乱に対する高い回復力と生物多様性の向上などの追加的な利点も期待できると述べられている。
気温への影響は森林の位置によって異なる。例えば、北方林や亜寒帯地域での再植林は、気候への影響が少ないとされている。これは、高いアルベド（反射率）を持つ雪が多い地域が、アルベドの低い森林の樹冠に置き換わるためである。対照的に、熱帯地域での再植林プロジェクトは雲の形成といった積極的な変化をもたらす。これらの雲が日光を反射し、気温を下げる効果が期待される:1457。
熱帯気候での植樹には別の利点がある。雨季のある熱帯気候では、年間を通じて成長できるため、樹木の成長がより多くの二酸化炭素を固定する。熱帯の樹木は一般的に、非熱帯地域に比べて大きく、明るく、多くの葉を持っている。アフリカ全土の70,000本の樹木の幹の太さを調査した研究によると、熱帯林がこれまで考えられていたよりも多くの二酸化炭素を固定していることが示された。この研究は、アフリカ、アマゾン熱帯雨林、アジアの森林が化石燃料による排出量のほぼ5分の1を吸収していると提唱している。サイモン・ルイスは、熱帯の森林樹木は、毎年化石燃料の燃焼によって大気に追加される二酸化炭素の約18％を吸収しており、変化の速度を大幅に緩和していると述べている。

### 湿地

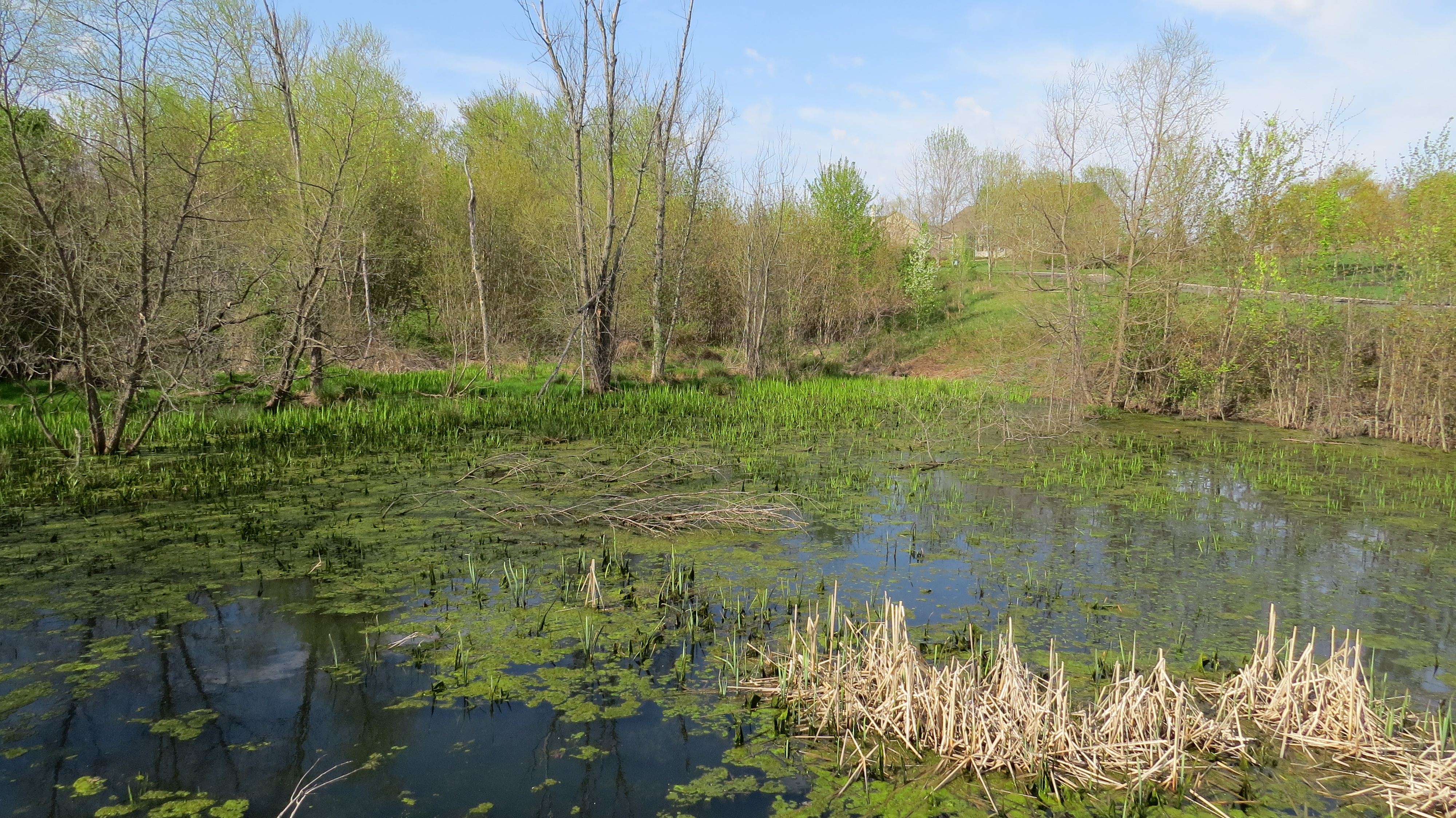
健全な湿地生態系

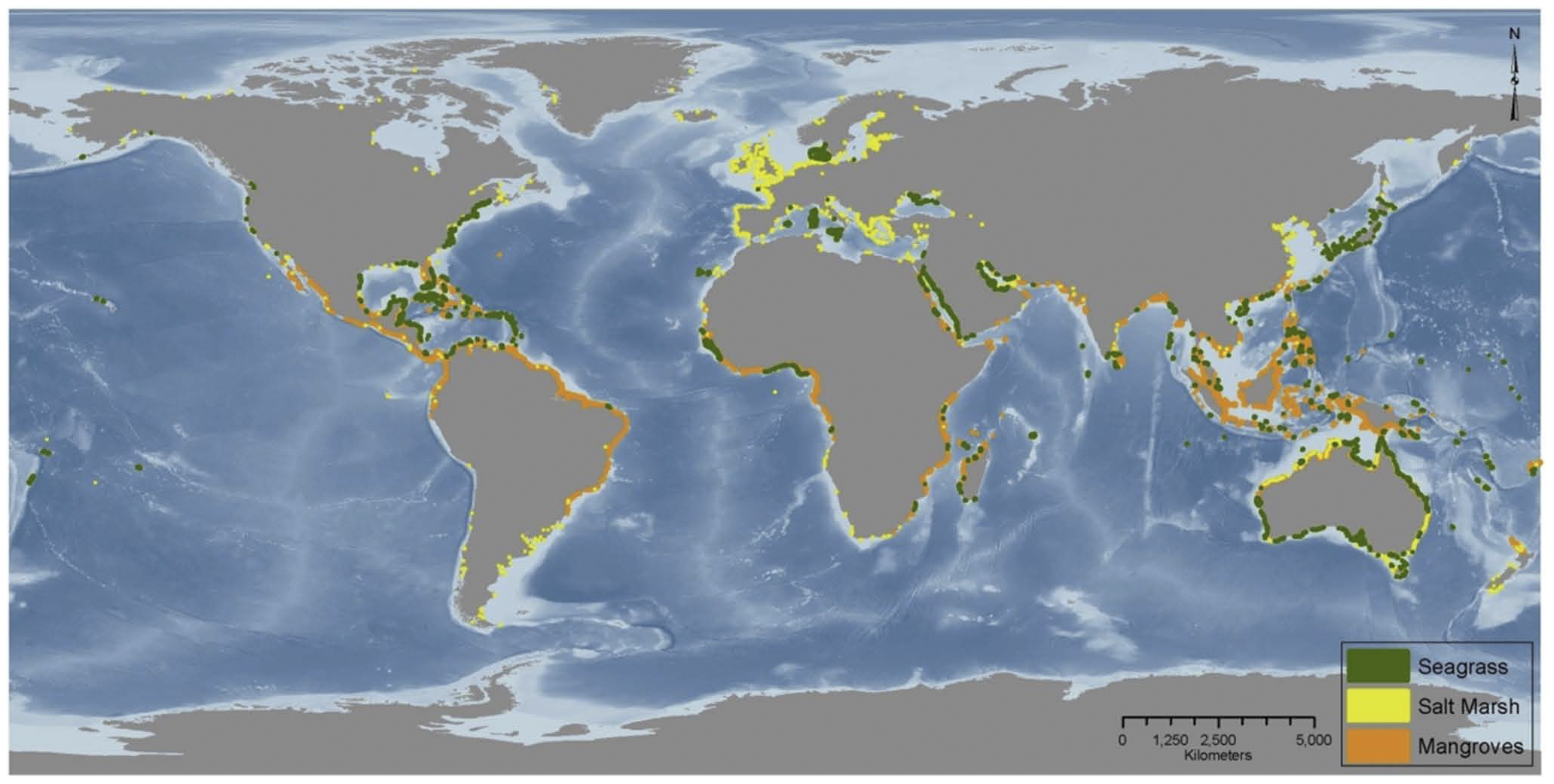
ブルーカーボン（沿岸域の根状植生）の世界分布：干潟、マングローブ、海草。

湿地の回復とは、湿地の自然な生物的、地質的、および化学的機能を再構築または修復することを指す。これは、湿地を元の状態に戻すことや、劣化した機能を回復させる取り組みで、健全な生態系の再生と炭素貯蔵能力の向上にもつながる。湿地の回復は、気候変動を抑える良い方法である。湿地の土壌、特に沿岸湿地（マングローブ、海草、塩沼など）は、重要な炭素貯蔵庫である。湿地は地球の陸地面積のわずか5〜8％しか占めていないにもかかわらず、世界の土壌炭素の20〜30％が湿地に存在している。研究によると、再生された湿地は二酸化炭素吸収源として生産的に機能することができ、多くの湿地が再生されている。気候への利点に加えて、湿地の再生や保全は生物多様性の保護や水質の改善、洪水調節にも役立つ。
湿地を構成する植物は、大気中の二酸化炭素を吸収し、それを有機物に変換する。土壌が水で飽和しているため、有機物の分解が遅くなり、炭素を多く含む堆積物が蓄積され、長期的な二酸化炭素吸収源として機能する。さらに、水で飽和した土壌の嫌気条件は有機物の完全な分解を妨げ、炭素をより安定した形に変換することを促進する。
森林と同様に、隔離プロセスを成功させるためには、湿地が手つかずの状態で維持される必要がある。もし湿地が破壊されると、植物や堆積物に蓄えられた炭素が再び大気中に放出され、炭素吸収源としての機能を失うことになる。さらに、一部の湿地はメタンや亜酸化窒素などの非二酸化炭素温室効果ガスを放出することがあり、これにより気候変動抑制の効果が相殺される可能性がある。また、湿地によるブルーカーボンの隔離量は測定が難しい場合もある。
湿地土壌は重要な二酸化炭素吸収源であり、世界の土壌炭素の14.5%が湿地に存在しているが、湿地が占める陸地面積は世界のわずか5.5%である湿地は優れた二酸化炭素吸収源であるだけでなく、洪水時の水の収集、空気や水の汚染物質の浄化、多くの鳥類、魚類、昆虫、植物の生息地の提供といったさまざまな利点も備えている。
気候変動により湿地の土壌における炭素貯蔵量が変化し、二酸化炭素吸収源から排出源に転じる可能性がある。気温の上昇に伴い、特に永久凍土を有する湿地からの温室効果ガスの排出が増加する可能性がある。永久凍土が融解すると、土壌中の酸素と水分が増加し、その結果、土壌中の細菌が大量の二酸化炭素やメタンを生成し、大気中に放出することになる。
気候変動と湿地の関係はまだ完全には解明されていない。また、回復した湿地が炭素をどのように管理しつつもメタンの排出源であり続けるのかも明確ではない。しかし、これらの地域を保護することで、大気中へのさらなる炭素放出を防ぐ助けになると考えられている。

#### 泥炭地、泥沼、泥炭沼
全地球の陸地面積のわずか3%を占めるに過ぎない泥炭地には、生態系全体に占める二酸化炭素のおよそ30%が蓄えられており、これは世界の森林に蓄えられている量の2倍に相当する。ほとんどの泥炭地は北半球の高緯度地域に位置しており、その成長の大部分は氷河期以降に進行しているが、アマゾンやコンゴ盆地といった熱帯地域にも見られる。
泥炭地は何千年もの間ゆっくりと成長し、水分を多く含んだ環境によって分解速度が大幅に遅くなり、枯れた植物とその中に含まれる二酸化炭素が蓄積される。しかし、農地や開発のために泥炭地が排水されると、蓄積された植物材料が急速に分解し、貯蔵されていた二酸化炭素が放出される。このように劣化した泥炭地は、人間活動による世界の温室効果ガス排出量の5～10％を占めており、1つの泥炭地の喪失が175～500年分のメタン排出量以上の二酸化炭素を放出する可能性がある。
そのため、泥炭地の保護と回復は、炭素排出の削減に重要な対策であり、生物多様性の保全や淡水供給、洪水リスクの軽減にも貢献する。

### 農業

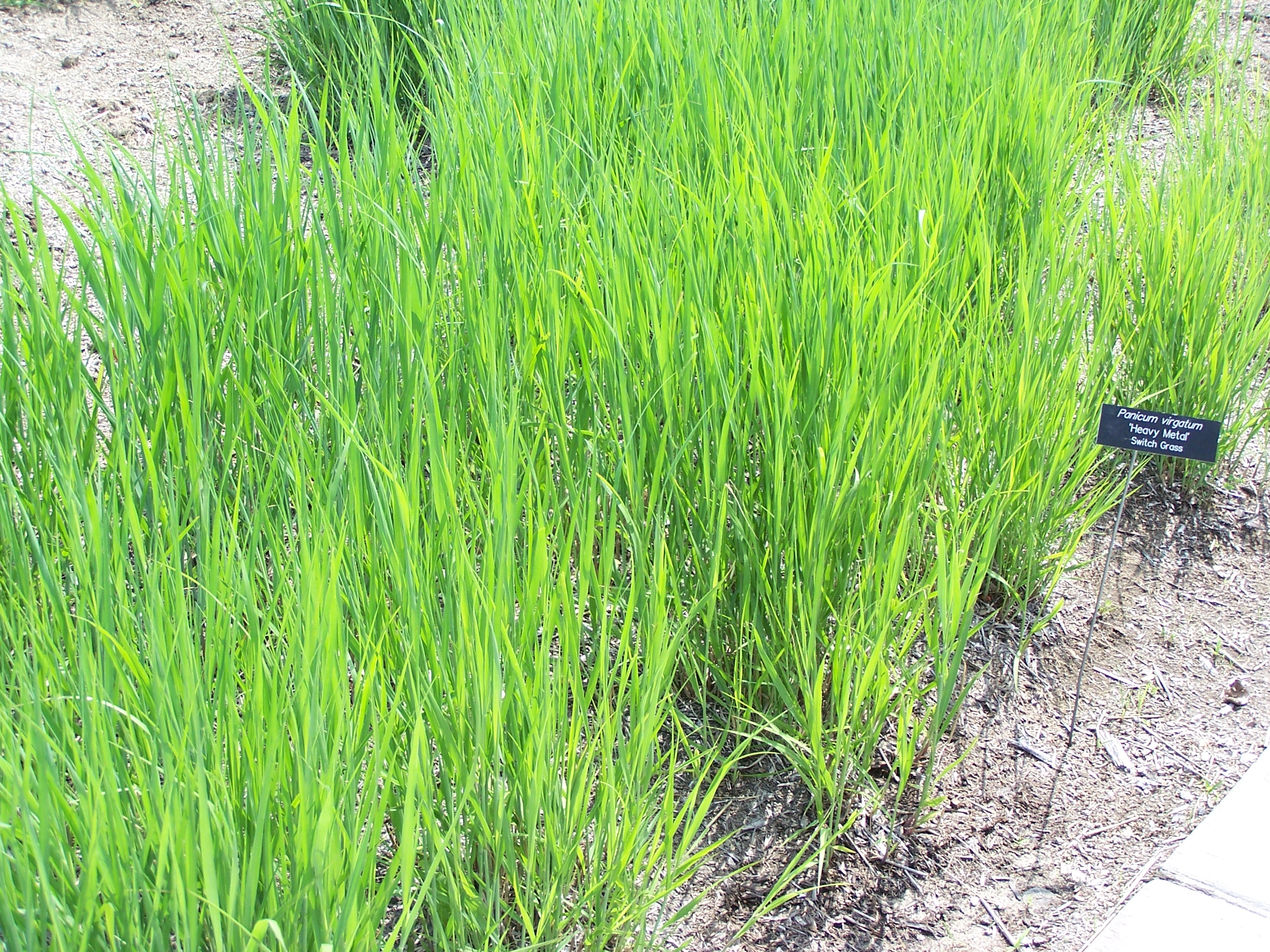
スイッチグラスは、バイオ燃料の生産、土壌保全、土壌中の炭素固定に有用である。

自然植生と比較して、農地の土壌は土壌有機炭素（SOC）が減少している。森林、草原、ステップ、サバンナなどの自然地や半自然地を農地に転換すると、土壌のSOC含有量は約30～40%減少する。これは、植物が炭素を含むため、収穫によって減少する。土地利用の変化があると、土壌中の炭素は増加または減少し、この変化は土壌が新たな平衡状態に達するまで続く。また、気候の変動もこの平衡状態からの逸脱に影響を与える可能性がある。
土壌有機炭素の減少は、二酸化炭素の投入量を増やすことで対策可能である。例えば、収穫後の残渣を畑に残す、肥料として堆肥を使用する、または多年生作物を輪作に組み込むなどの方法がある。多年生作物は地中のバイオマスの割合が高いため、SOC含有量が増加する。また、これにより耕作の必要が減り、土壌侵食の緩和に役立ち、土壌有機物の増加にも寄与する可能性がある。世界的に見て、土壌には約8,580ギガトン以上の有機炭素が含まれており、これは大気中の二酸化炭素の約10倍、植物中の二酸化炭素よりもはるかに多い量である。
研究者たちは、気温の上昇が土壌微生物の増殖を引き起こし、貯蔵されている炭素が二酸化炭素に変換されることを発見した。土壌を加熱する実験では、菌類が豊富な土壌は他の土壌に比べて放出する二酸化炭素の量が少ないことが確認された。植物は大気中の二酸化炭素を吸収した後、土壌に有機物を沈着させる。この有機物は、枯れた植物や根系に由来し、炭素化合物を豊富に含んでいる。土壌中の微生物はこの有機物を分解し、その過程で一部の炭素は腐植土として土壌内でさらに安定化される。このプロセスは腐植化と呼ばれる。
世界規模で見ると、土壌には約2,500ギガトンの炭素が含まれていると推定されている。これは大気中の炭素の3倍以上、生物（植物や動物）に含まれる炭素の約4倍に相当する非永久凍土地域の全土壌有機炭素の約70%は、上層1メートル以内の深部土壌に存在し、鉱物と有機物の結合によって安定化される。

#### 炭素農業
炭素農業とは、土壌、作物の根、木材、葉に二酸化炭素を貯留することを目的とした一連の農業手法のことである。専門用語では、これを炭素隔離と呼ぶ。炭素農業の主な目標は、大気中から炭素を減少させることである。
これは、土壌や植物に二酸化炭素が貯留される速度を高めることで達成される。一つの方法として、土壌有機物の含有量を増やすことが挙げられる。これにより、植物の成長が促進され、土壌の水分保持能力が向上し、肥料の使用量が削減される可能性がある。また、炭素農業においては、持続可能な森林管理も活用される手法の一つである。炭素農業は、クライメート・スマート・アグリカルチャーの一環であり、大気中から二酸化炭素除去を行う手段の一つでもある。
炭素農業の農業手法には、耕起や家畜の放牧方法を調整すること、マルチングや堆肥を使用すること、バイオ炭やテラプレータを利用すること、さらには作物の種類を変更することが含まれる。林業における方法には、森林再生や竹の栽培がある。
炭素農業の手法には追加コストがかかる場合があり、いくつかの国では、炭素農業手法を採用する農家に対して報奨金を提供する政府の政策が存在する。2016年時点で、炭素農業の様々な手法が、世界の農地約50億ヘクタールのうち、数億ヘクタールにわたって採用されている。 炭素農業にはいくつかの欠点があり、その手法の一部は生態系サービスに影響を与える可能性がある。例えば、炭素農業が土地の開拓、モノカルチャーの増加、そして生物多様性の損失を引き起こすことがある。炭素農業の環境利益を最大化するには、生態系サービスも考慮することが重要である。

#### プレーリー
プレーリー再生は、産業、農業、商業、または住宅開発によって破壊されたプレーリー地を再生するための保全生態学に基づく取り組みである。この活動の主な目的は、枯渇する前の状態に地域や生態系を戻すことである。再生された土地に蓄積される土壌有機炭素（SOC）の量は、以前の作物よりも多く、より効果的な二酸化炭素吸収源として機能する。

#### バイオ炭
バイオ炭は、バイオマス廃棄物を熱分解して生成される木炭である。この生成物は最終処分場に追加されたり、テラプレータのような土壌改良剤として使用される。バイオ炭を追加することで、土壌炭素の貯蓄量が長期間増加し、年間最大9.5ギガトンの二酸化炭素を相殺することで地球温暖化を軽減する可能性がある。土壌中のバイオ炭の炭素は、酸化によって二酸化炭素に変化して大気中に放出されることがない。しかし、バイオ炭が土壌中の既存の二酸化炭素の放出を促進する可能性について懸念も示されている。
テラプレータは、人為的に作られた高炭素土壌であり、炭素隔離のメカニズムとしても調査されている。バイオマスを熱分解することで、その炭素の約半分が木炭に変換され、土壌に数世紀にわたり持続し、特に熱帯の土壌において有用な土壌改良剤となる（「バイオ炭」または「アグリ炭」とも呼ばれる）。

### バイオマスの埋設

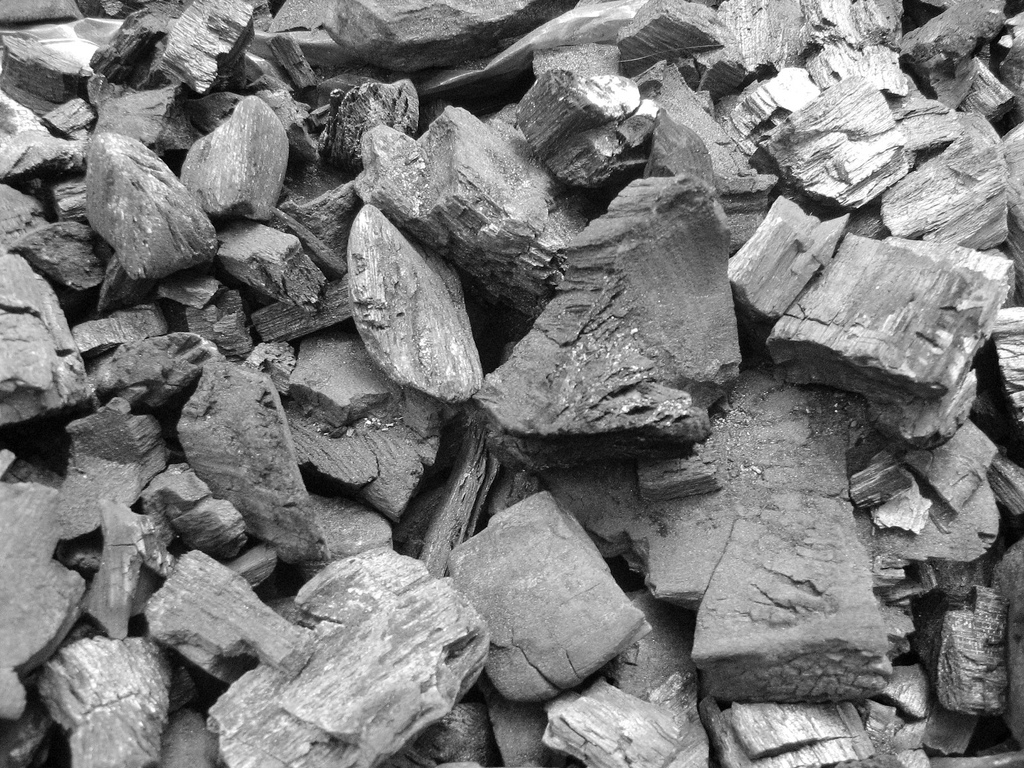
バイオ炭は埋め立てや、土壌改良材に使用でき、二酸化炭素回収・貯留に繋がる。

バイオマス（例えば木材）を直接埋めることは、化石燃料を生成した自然のプロセスを模倣している。木材の埋設による炭素隔離の世界的な潜在能力は、年間10±5ギガトンの炭素と推定され、熱帯林で最大（4.2ギガトン/年）、次いで温帯林（3.7ギガトン/年）、および亜寒帯林（2.1ギガトン/年）とされている。2008年にメリーランド大学カレッジパーク校のニン・ゼンは、世界中の森林の床に約65ギガトンの炭素が粗大な木材として存在し、それを埋設することで炭素隔離のコストは炭素1トンあたり50ドルに抑えられると見積もった。これは、例えば発電所の排出物からの炭素回収よりもかなり低いコストである。木質バイオマスへの二酸化炭素固定は光合成を通じた自然なプロセスであり、自然に基づく解決策である。現在試験されている方法には、無酸素状態で炭素を含む木材を保管する方法が含まれる。
2022年には、ある認証機関がバイオマス埋設の方法論を公開した。他のバイオマス貯蔵の提案には、バイオマスを水深の深い場所、特に黒海の底などに埋設する方法も含まれる。

## 地中炭素隔離

### 適切な地層での地下貯留
地質隔離とは、枯渇した石油やガスの貯留層、塩水層、採掘に適さない地下深部の石炭層などに二酸化炭素を貯留することを指す。
二酸化炭素は、セメント工場などの排出源から回収された後、およそ100バールに圧縮され、超臨界流体としてパイプラインで貯蔵場所へ輸送される。その後、通常約1キロメートルの深さに地下へ注入され、数百年から数百万年にわたって安定して保管される。この貯留条件下での超臨界二酸化炭素の密度は、600〜800 kg/m³となる。
二酸化炭素貯留に適した場所を選定する重要なパラメーターは、岩石の多孔性、透水性、断層の有無、岩層の構造である。CO2を貯留する媒体は、理想的には砂岩や石灰岩のように高い多孔性と透水性を持つことが望まれる。例えば、砂岩の透水性は1〜10−5ダルシーの範囲で、約30％もの多孔性を持つ場合もある。多孔質の岩石の上には低透水性の層（キャップロック）が必要で、これが二酸化炭素の封止材として機能する。例えば、頁岩は非常に良いキャップロックであり、透水性は10−5から10−9ダルシー程度である。キャップロックに二酸化炭素を注入すると、周囲よりも密度が低いため浮力によって上昇し、隙間に当たると横に広がり、閉じ込められる。もし注入区域の近くに断層が存在すると、二酸化炭素が断層を伝って地表に漏れ出し、周囲の生命に危険を及ぼす可能性がある。また、二酸化炭素の注入で地下圧力が高くなりすぎると、地層が破壊され、地震が発生する可能性がある。
炭素貯留の主なメカニズムとしては、構造トラップがあり、泥岩、硬石膏、岩塩、または密炭酸塩などの不透水層が二酸化炭素の上方への移動を抑え、貯留層内に閉じ込める。岩層内に閉じ込められた二酸化炭素は、超臨界流体として存在することもあれば、地下水や塩水に溶解することもある。また、地層内の鉱物と反応して炭酸塩になることもある。

### 鉱物隔離
鉱物隔離は、炭素を固体の炭酸塩として閉じ込めることを目的としている。このプロセスは自然界では非常にゆっくりと進行し、地質学的な時間の中で石灰岩の堆積と蓄積を引き起こす。地下水中の炭酸がケイ酸塩と反応し、カルシウム、マグネシウム、アルカリ、二酸化ケイ素を溶解させ、粘土鉱物の残留物を残す。溶解したカルシウムとマグネシウムは重炭酸塩と反応し、炭酸カルシウムや炭酸マグネシウムとして沈殿させる。このプロセスは生物が殻を作る際に利用され、死後にはその殻が堆積して石灰岩となる。地質学的な時間を経て石灰岩が蓄積し、地球の炭素の多くがこれに含まれる。現在進行中の研究では、アルカリ炭酸塩を用いた同様の反応を加速させる方法が検討されている。
また、ゼオライトイミダゾレートフレームワーク（ZIF）は、金属有機構造体の一種で、ゼオライトに似た構造を持つ。ZIFは高い多孔性、化学的安定性、熱抵抗性を持つため、二酸化炭素の捕捉能力に関して研究が進められている。

#### ミネラル炭酸
二酸化炭素は、発熱過程を経て金属酸化物と反応し、安定した炭酸塩（方解石や菱苦土鉱）を生成する。このプロセスは自然に数年かけて進行し、地表に多くの石灰岩を形成する。カンラン石はそのような金属酸化物の一例である。二酸化炭素と反応する酸化マグネシウムや酸化カルシウムに富む玄武岩は、炭酸塩鉱物としての二酸化炭素貯留に適していることが証明されている。この反応速度は、触媒を用いたり、圧力を増加させたり、鉱物を前処理することで加速できるが、これには追加のエネルギーが必要になることがある。
また、超苦鉄質岩の鉱滓は細粒の金属酸化物の供給源として利用でき、二酸化炭素の鉱物炭酸化による隔離を加速する可能性がある。微生物プロセスを活用して鉱物の溶解と炭酸塩の析出を促進することでも、自然な二酸化炭素隔離の速度を上げることができる。
二酸化炭素は、化学プロセスを通じて炭酸塩として安定的に隔離される鉱物炭酸化による隔離が可能である。このプロセスでは、豊富に存在する酸化マグネシウムや酸化カルシウムと反応させ、安定した炭酸塩を形成させる。これらの反応は発熱反応であり、岩石の風化によって進行し、地質学的な時間スケールで地表に石灰岩が蓄積する要因となっている。
CaO + CO2 → CaCO3
MgO + CO2 → MgCO3
カルシウムとマグネシウムは、通常はケイ酸塩鉱物（苦土橄欖石や蛇紋石）の形で自然に存在している。苦土橄欖石と蛇紋岩の反応は以下の通りである。
Mg2SiO4 + 2 CO2 → 2 MgCO3 + SiO2
Mg3Si2O5(OH)4+ 3 CO2 → 3 MgCO3 + 2 SiO2 + 2 H2O
苦土橄欖石や蛇紋石における反応は低温下でやや有利である。このプロセスは自然には地質学的時間枠で進行するが、高温・高圧での反応により反応速度を加速させることも可能である。ただし、この方法には追加のエネルギーが必要である。代替として、鉱物を粉砕して表面積を増やし、水や持続的な摩擦にさらすことで反応速度を上げる方法もある。または、鉱物を粉砕して表面積を増やし、水と絶え間ない磨耗にさらして不活性なシリカを除去する方法もある。
二酸化炭素を水に溶解し、地下の玄武岩岩盤に注入すると、二酸化炭素が玄武岩と反応して固体炭酸塩鉱物を形成することが確認されている。また、2017年10月にアイスランドで試験プラントが稼働を開始し、大気から年間最大50トンの二酸化炭素を抽出し、地下の玄武岩に貯留している。

## 海洋隔離

### 舶用炭素ポンプ

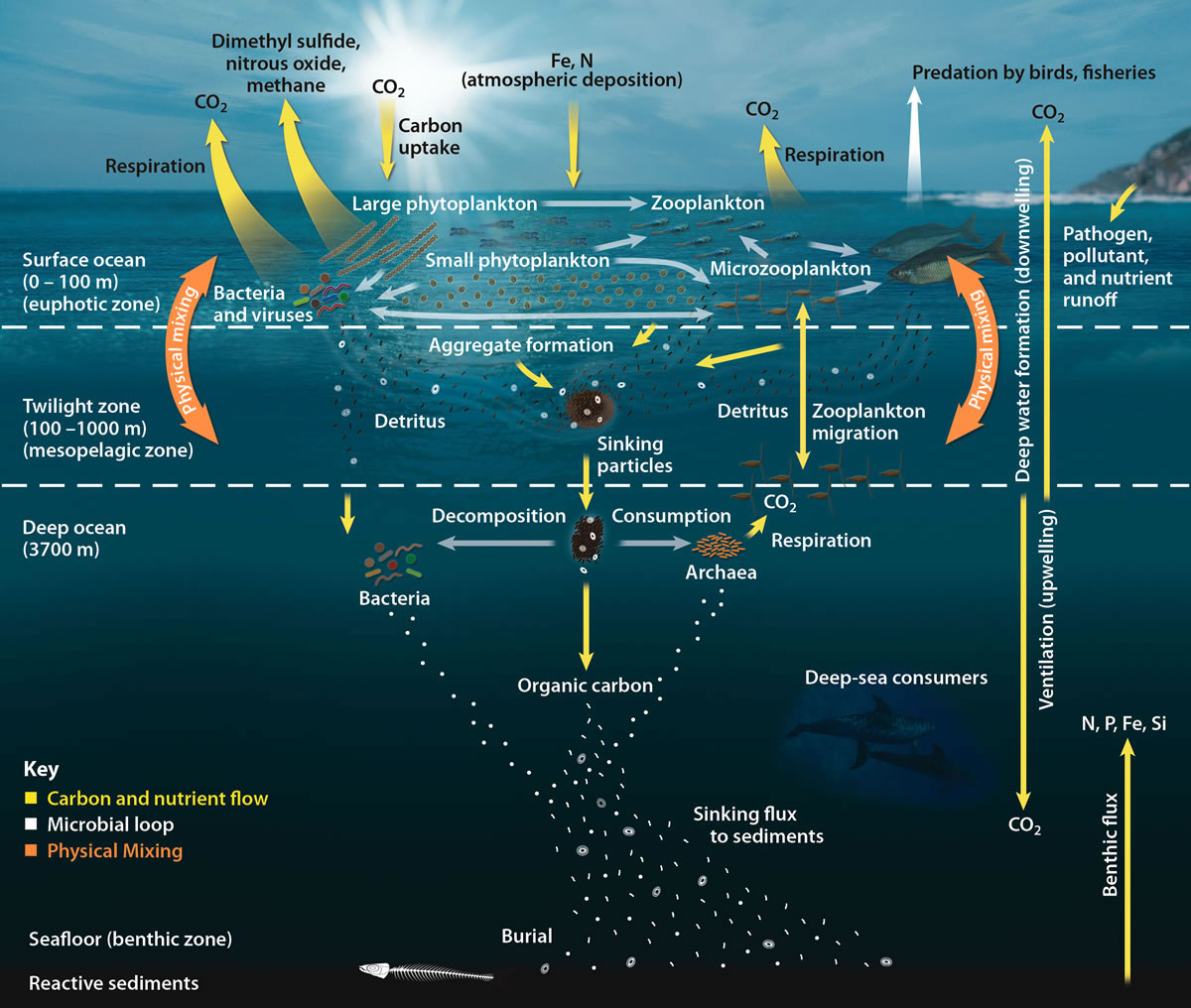
遠洋食物網。海洋が二酸化炭素を吸収し、大気と海底に排出する仕組みに海洋微生物が中心的に関与していることを示している。

海洋は様々なプロセスを通じて自然に炭素を隔離する。溶解ポンプは、大気中の二酸化炭素を表層海水に取り込み、そこで水分子と反応して炭酸を形成する。二酸化炭素の溶解度は水温が低いほど高くなり、熱塩循環によって溶解した二酸化炭素はより冷たい水域へと移動し、そこでさらに溶解度が上がり、海洋内部での炭素濃度が増加する。生物ポンプは、光合成により無機炭素を有機炭素に変換することで、表層海水から海洋内部へと溶解した二酸化炭素を移動させる。呼吸や再鉱化によって分解されずに残った有機物は、沈降する粒子や生物の移動によって深海へと運ばれることがある。
深海の低温、高圧、酸素濃度の低い環境では腐敗のプロセスが遅くなり、二酸化炭素が大気に迅速に放出されるのを防ぎ、長期的な貯蔵庫として機能する。

### 植生海岸生態系
ブルーカーボンは、地球温暖化への対策における概念で、管理可能な海洋システム内での生物学的に駆動される二酸化炭素の流れと貯留を指す:2220。一般的には、潮汐湿地、マングローブ、および海草藻場が炭素隔離に果たす役割を指す:2220。これらの生態系は、気候変動の緩和や生態系を活用した適応策において重要な役割を果たす可能性がある。しかし、ブルーカーボン生態系が劣化または消失すると、炭素が再び大気中に放出され、温室効果ガスの排出に寄与する:2220。

### 海藻養殖と藻類

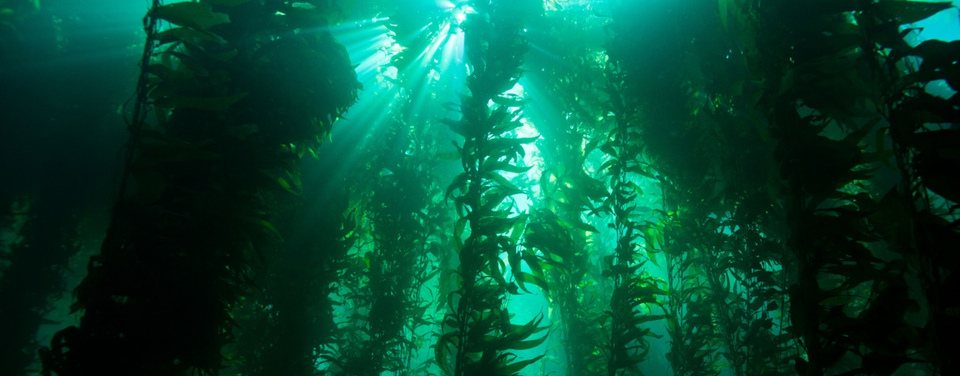
藻場

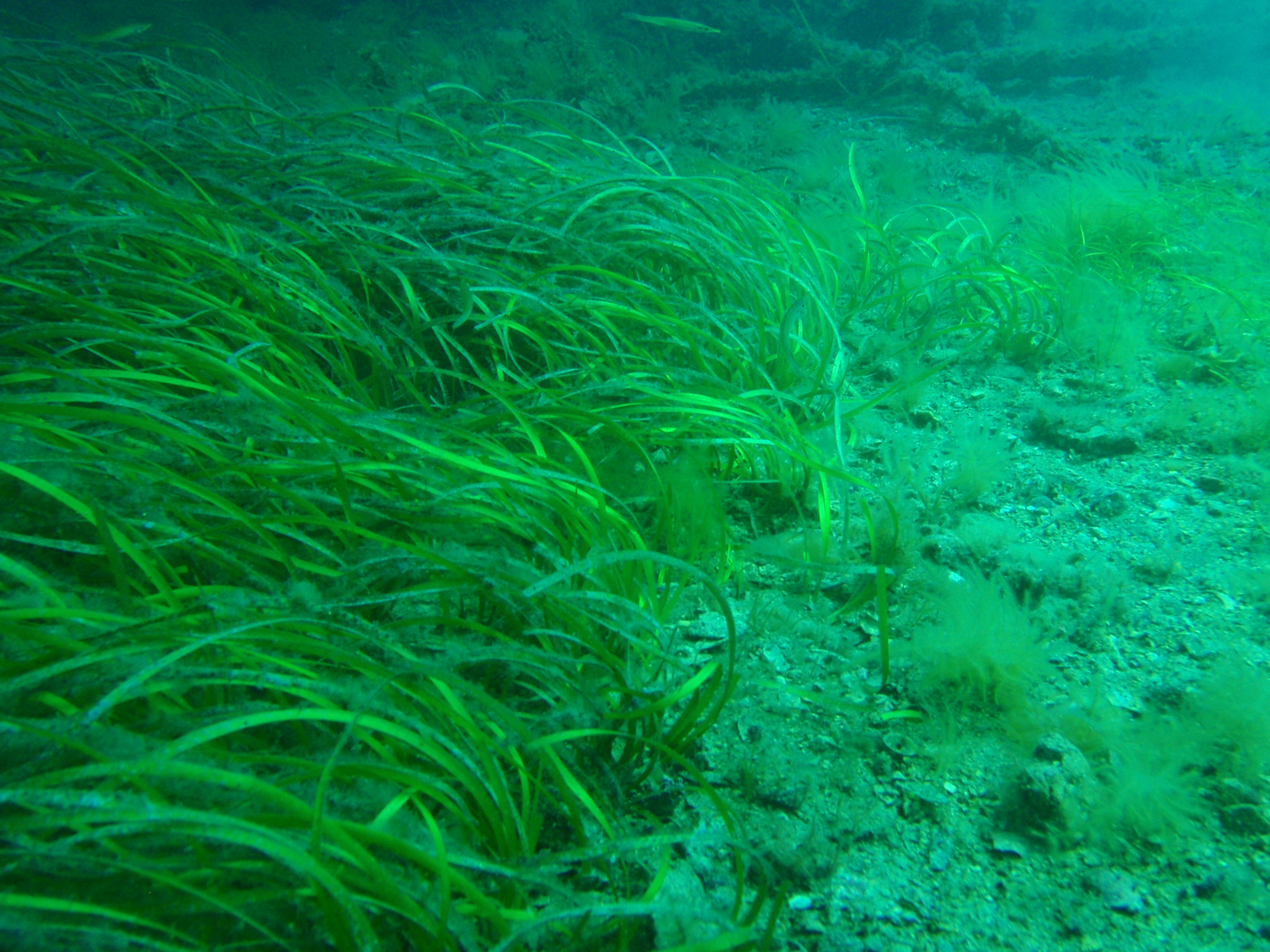
海草藻場

海藻は浅瀬や沿岸地域で成長し、炭素を大量に取り込み、それが海洋メカニズムによって深海へ運ばれることで、二酸化炭素が隔離され、数千年にわたり大気との交換を防ぐ役割を果たす。海藻を沖合で成長させ、深海に沈めて炭素を隔離する方法も提案されている。さらに、海藻は成長が非常に速いため、収穫して嫌気性消化によりバイオメタンを生成し、コージェネレーション/CHP（電熱供給）を通じて発電したり、天然ガスの代替として利用することも理論的には可能である。ある研究では、海藻養殖場が海洋の9%を覆えば、地球上の化石燃料の需要に相当するエネルギーを供給し、年間53ギガトンの二酸化を大気から削減し、さらに10億人あたり年間200kgの持続可能な魚の生産が可能であると示唆されている。理想的な種には、ラミナリアディギタータ、フカスセラツス、カラフトコンブ、などが含まれる。
大型藻類と微細藻類の両方が炭素隔離の手段として研究されている。海洋の植物プランクトンは、地球全体の光合成による二酸化炭素固定（年間約50ペタグラムの炭素の純一次生産）と酸素生産の半分を担っており、これは地球上の植物バイオマスのわずか約1%に相当する。
藻類には陸生植物に見られる複雑なリグニンが欠如しているため、陸上で捕えられる炭素よりも速く大気に放出されやすい特性がある。藻類は、さまざまな生物由来燃料の製造に利用できる短期的な二酸化炭素貯蔵プールとしても提案されている。

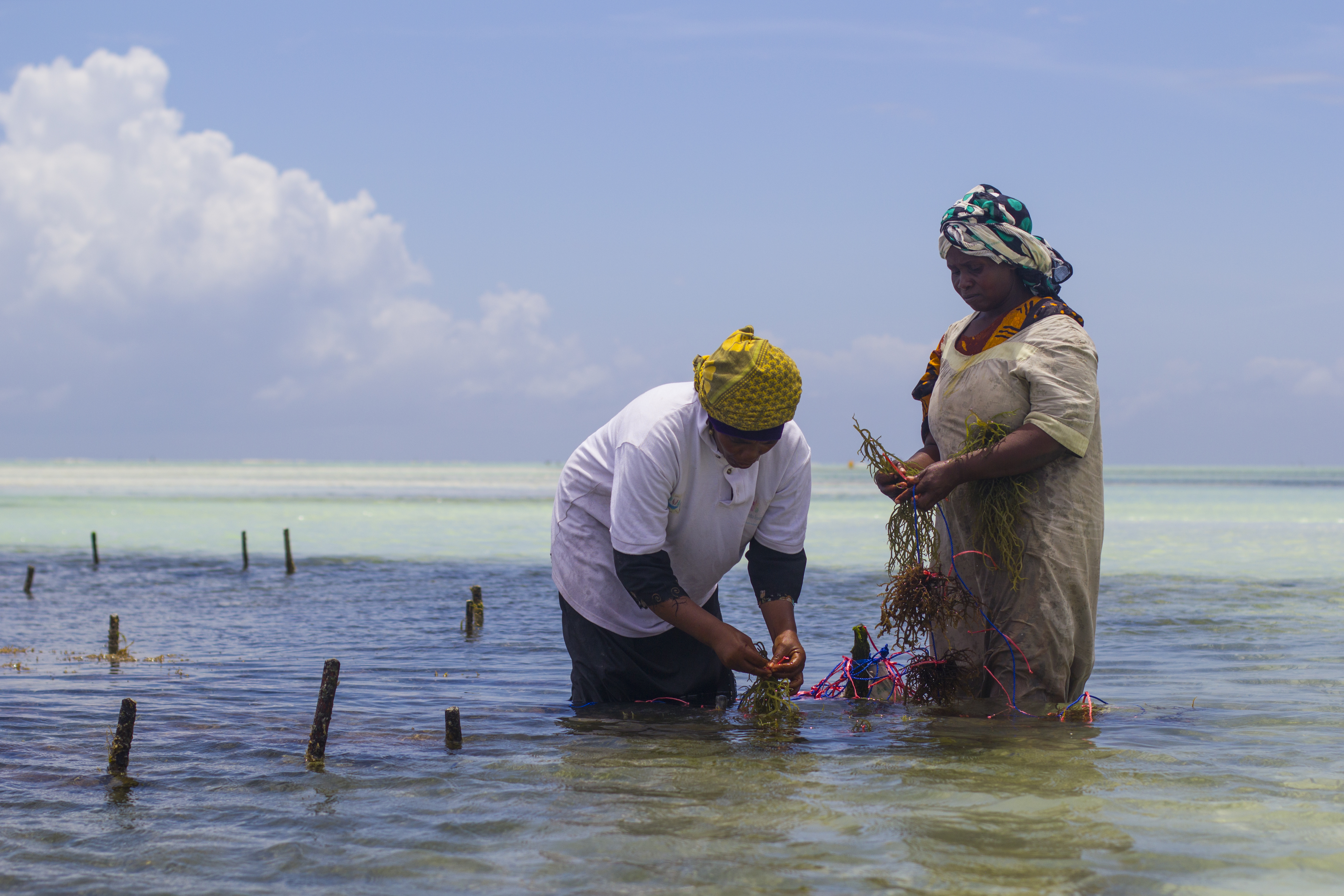
海藻を扱う女性たち

大規模な海藻養殖は大量の二酸化炭素を隔離する可能性を秘めている。野生の海藻は有機物の溶解粒子を通じて大量の二酸化炭素を隔離し、これが深海の海底に運ばれて埋められ、長期にわたり保持される。炭素農業に関連して、炭素農業用に成長させた海藻は収穫後、深海に運ばれて長期的に埋蔵されることが想定されている。海藻養殖は主にアジア太平洋沿岸地域で行われており、市場も急成長している。変化する気候下での海洋・雪氷圏に関するIPCC特別報告書でも、海藻養殖を気候変動緩和の対策としてさらなる研究が推奨されている。

### 海洋施肥

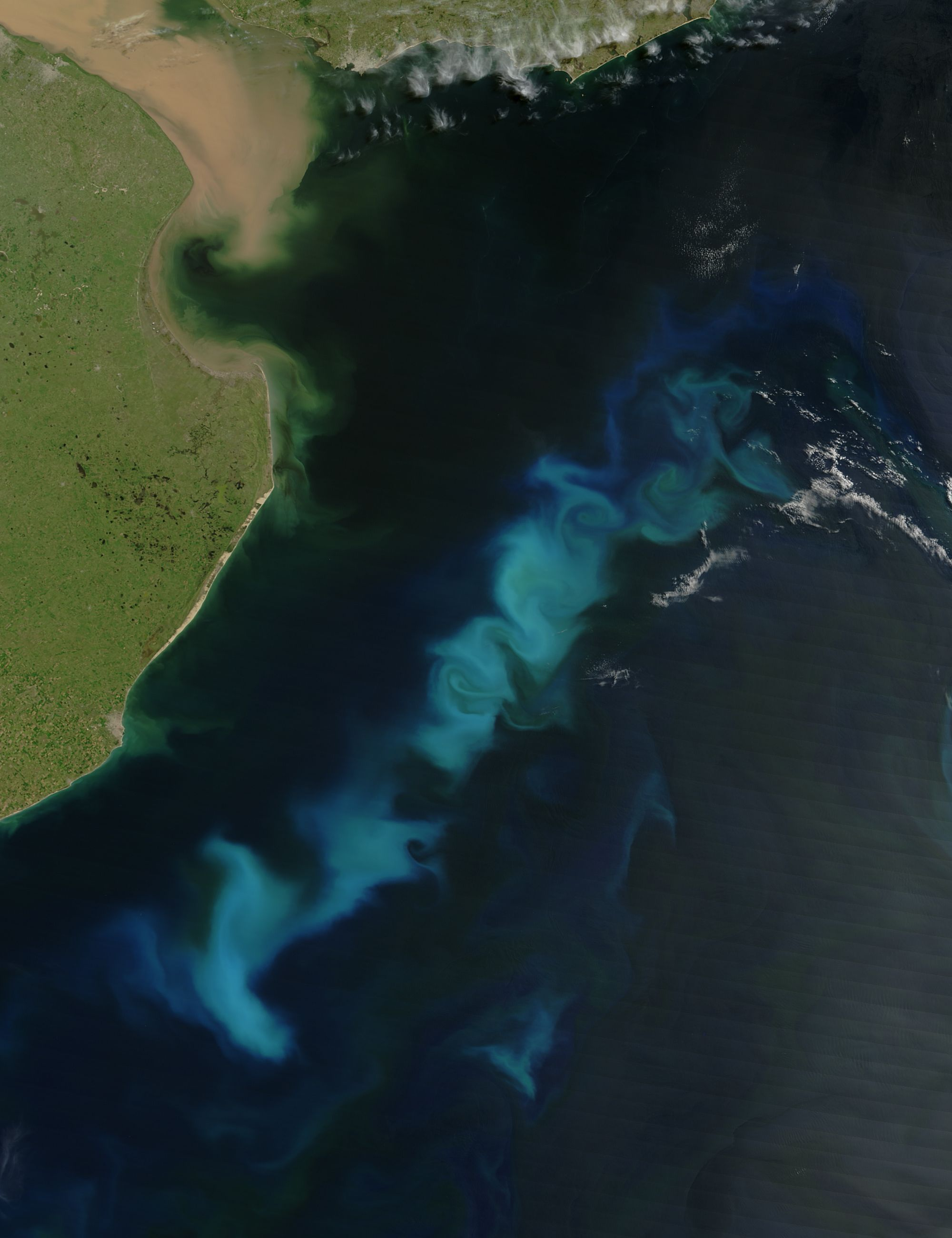
南大西洋のアルゼンチン沿岸では、海洋藻類ブルームが発生することがある。このようなブルームを鉄施肥で促進することで、海底に二酸化炭素を封じ込める可能性がある。しかし、このアプローチは2022年現在、積極的には追求されていない。

海洋施肥、または海洋養分供給は、二酸化炭素除去技術の一種であり、海洋の上層に植物栄養素を意図的に供給することで、海洋の生産量を増加させ、大気から二酸化炭素を除去することを目指している。例えば、鉄施肥などの海洋栄養素供給は、植物プランクトンの光合成を刺激することができる。植物プランクトンは海水に溶けた二酸化炭素を炭水化物に変換し、その一部は酸化する前に海の深部に沈む。十数回の海上実験によって、海に鉄を添加することで、植物プランクトンの光合成が最大30倍に増加する。
これは最もよく研究された二酸化炭素除去のアプローチの一つであり、気候回復の支持者からも支持されている。しかし、このアプローチには、効果的な海洋炭素隔離の持続期間に関する不確実性がある。栄養素施肥により表層海洋の酸性度が減少する可能性があるが、沈降した有機物が再鉱化する際に深海の酸性度が上昇することもある。2021年のCDR報告書では、この技術が低コストで効率的かつスケーラブルである可能性が中程度から高程度の信頼性であるとし、環境リスクも中程度と評価している。養分施肥のリスクはモニタリング可能であり、ピーター・フィーコウスキーとキャロル・ダグリスは、鉄施肥は気候回復のための解決策の重要な一つと考えており、鉄施肥は数百万年にわたって大規模に自然発生してきたプロセスであり、副作用の多くはすでに知られているもので、大きな脅威を及ぼすものではない可能性が高いと述べている。
微量栄養素である鉄（鉄施肥と呼ばれる）や、窒素およびリン（どちらも主要栄養素）による施肥など、いくつかの技術が提案されている。2020年代初期の研究の一部では、永久的に隔離できる炭素量は少ないとされていたが、最近の研究では鉄施肥が有望であることが示されている。NOAAの特別報告では、鉄施肥は他の海洋隔離のアイデアと比較して、コスト、スケーラビリティ、および二酸化炭素の貯留期間において中程度の潜在力を持つと評価されている。

### 人工湧昇
人工的な湧昇や沈降は、海洋の混合層を変化させるアプローチであり、様々な海洋層が混ざり合うことで、栄養素や溶存ガスを移動させることができる。混合を促進するために、海洋に大きな垂直パイプを設置し、栄養素に富んだ水を表層に汲み上げることで、藻類ブルームの大量発生を引き起こす。藻類は成長する際に二酸化炭素を蓄え、死ぬときに炭素を輸送するため、これにより炭素の隔離が可能である。この方法は鉄施肥に類似した効果をもたらすが、一時的に二酸化炭素濃度を上昇させる副作用があり、その効果が限定される要因となっている。
混合層では、密度が高く冷たい海洋深層水を表層の混合層に輸送する。海洋温度は深さと共に低下するため、深層の水にはより多くの二酸化炭素や他の化合物が溶け込みやすくなる。このプロセスは、大規模な垂直パイプを用いた海洋ポンプやミキサーアレイを使用することで、海洋炭素循環を逆転させて誘発することが可能である。
栄養豊富な深層水が表層に移動すると、植物プランクトンや他の光合成を行う真核生物によって藻類ブルームが発生し、二酸化炭素が取り込まれることより減少する。また、層間の熱交換により、混合層の海水が沈降してさらに二酸化炭素を吸収する。しかし、この手法は藻類ブルームが日光を遮断して、有害な毒素を海洋に放出し、海洋生態系に害を及ぼすため、あまり普及していない。表層での二酸化炭素の急増は一時的に海水のpHを低下させ、サンゴ礁の成長を阻害する。また、海水中の二酸化炭素が溶解して炭酸を生成することで、海洋生物起源石灰化が妨げられ、海洋の食物連鎖に大きな影響を及ぼす。

### 玄武岩貯蔵
玄武岩への二酸化炭素隔離は、深海層に二酸化炭素を注入する方法を指す。二酸化炭素は、まず海水と混ざり、その後アルカリが豊富な玄武岩と反応する。この反応により、Ca2+および Mg2+イオンが放出され、安定した炭酸塩鉱物を形成する。
水中での玄武岩は、他の海洋炭素貯留形態に対して有力な代替手段とされている。これは、漏洩防止のためのいくつかの回収手段を備えているためである。これらの手段には、地球化学的、堆積物、重力、および水和物の形成が含まれる。二酸化炭素水和物は、海水中の二酸化炭素よりも密度が高いため、漏洩リスクは最小限である。二酸化炭素を2,700 メートル（8,900 フィート）以上の深度で注入することで、二酸化炭素は海水よりも密度が高くなり、沈降することが保証される。
注入候補地の一つとして、ファンデフカプレートが挙げられる。ラモント・ドハティ地球観測所の研究者によると、このアメリカ西海岸のプレートには208ギガトンの貯留能力があるとされており、2009年時点のアメリカ合衆国の温室効果ガス排出量を100年以上にわたりカバーできる可能性がある。
このプロセスは、カーブフィックスプロジェクトの一環として試験されており、注入された250トンの二酸化炭素の約95％が、2年以内に方解石に固化された。この際、1トンの二酸化炭素あたり25トンの水が使用されている。

#### 鉱物と深海堆積物
岩石内で起こる鉱化作用プロセスと同様に、鉱化は海中でも起こり得る。大気から海洋への二酸化炭素の溶解速度は、海洋の循環周期と表層水の沈み込み帯の緩衝能力によって決まる。研究者たちは、海洋深度数キロメートルでの二酸化炭素の海洋貯留が最大500年間の有効性を持ち得ることを示しているが、注入地点や条件に依存する。複数の研究では、二酸化炭素の固定は効果的であるものの、時間の経過と共に二酸化炭素が大気中に再放出される可能性も示されている。しかし、少なくとも数世紀はそのリスクが低いと考えられている。炭酸カルシウムの中和、すなわち海底や陸上、海洋でのCaCO3濃度の均衡は数千年単位で評価され、海洋での予測時間は1700年、陸上では約5000〜6000年とされている。さらに、CaCO3の溶解時間は貯留場所の近くや下流での注入により向上する可能性がある。
炭素鉱化作用に加えて、もう一つの提案として深海堆積物への注入がある。これは、液体二酸化炭素を海面下少なくとも3,000 メートル（9,800 フィート）の深さで直接海底堆積物に注入し、二酸化炭素水和物を生成する方法であり、負浮力帯（NBZ）と水和物形成帯（HFZ）の2つの領域が定義されている。負浮力帯は、周囲の水よりも液体二酸化炭素が密度の高い領域で、液体二酸化炭素が中性浮力を持つ領域であり、水和物形成帯は、低温で高圧の領域である。複数の研究モデルにより、最適な注入深度を決定するには、固有透水性と液体二酸化炭素の透水性の変化を考慮する必要があることが示されている。水和物の形成は液体二酸化炭素の透水性を低下させ、HFZ内よりもHFZの下に注入する方がエネルギー効率が高いとされている。NBZがHFZよりも大きな水柱である場合、注入はHFZの下で直接NBZに行うべきである。この場合、液体二酸化炭素はNBZに沈み、浮力と水和物のキャップの下に貯留される。間隙水への溶解や分子拡散を介して漏洩が起こる可能性があり、これは数千年単位で進行する。

### 酸を中和するための塩基の添加
水に溶けた二酸化炭素は炭酸を形成するため、海洋酸性化は二酸化炭素濃度が高まることで生じる重要な結果であり、海洋への二酸化炭素吸収率（溶解ポンプ）を制限する要因ともなる。この酸性を中和し、二酸化炭素の吸収を増加させるため、さまざまな塩基の使用が提案されている。例えば、粉砕した石灰岩を海洋に加えることで、二酸化炭素の吸収を促進することができる。また、塩水や塩水湖の電気分解により生成される水酸化ナトリウムを海に加える方法もある。この過程で生じる廃棄物の塩酸は、頑火輝石などの火山性ケイ酸塩岩と反応させることで除去され、これによりこれらの岩石の自然風化速度が増加し、海洋のpHが回復する。

#### 単一工程の二酸化炭素隔離・貯留
単一工程の二酸化炭素隔離・貯留は、塩水を利用した鉱物化技術で、海水から二酸化炭素を抽出し、それを固体鉱物の形で貯蔵する方法である。

## 新たな方法の模索

### 深海への二酸化炭素直接注入
かつて、二酸化炭素を深海に直接注入して数世紀にわたって貯蔵する、海洋貯蔵という方法が提案されていた。より正確には深海への二酸化炭素直接注入として知られていたが、2001年頃からその興味は減少した。これは、海洋生物への未知の影響:279、高コスト、安定性や持続性への懸念があったためである。2005年の、IPCC二酸化炭素回収・貯留に関する特別報告書では、この技術が選択肢として含まれていた:279。しかし、2014年の、IPCC第5次評価報告書では、気候変動緩和策の一環として、海洋貯留の言及がなくなり、2022年のIPCC第6次評価報告書における二酸化炭素除去の分類でも、海洋貯留の記載は含まれていない:12–37。

### 建築材料への封入
建築資材の生産は推定35億～110億トン（Gt）の換算二酸化炭素当量（世界の温室効果ガス排出量の10～23％）を排出しており、そこからエネルギー関連の排出を除くと約5％を占める。建設資材材料やその構成材による二酸化炭素またはメタンの吸収を促進し、その生産に掛かる排出の一部または大部分を逆転させる新技術が検討されている。2025年サイエンス誌に発表された提案では、新しいインフラで従来の建築資材を二酸化炭素貯留代替資材に完全に置き換えると毎年166±28億トンもの二酸化炭素を貯留でき、これは2021年の人為的二酸化炭素排出量の約50％に相当する。その貯留量はそのような材料の需要に比例して拡大するため、より高コストで環境リスクの高い地中、陸上、海洋への二酸化炭素貯留の需要を減らせるであろうとしている。

## コスト
炭素隔離のコスト（回収および輸送を含まない）はさまざまだが、陸上での貯留が可能な場合、1トンあたり10ドル以下になることもある。例えば、カーブフィックスプロジェクトのコストは、1トンあたり約25ドルである。2020年の報告書では、森林での炭素隔離（回収も含む）のコストは、少量であれば1トンあたり35ドル、1.5℃の温暖化を抑えるために必要な全体量の10%を隔離する場合、1トンあたり280ドルと推定される。しかし、森林火災による二酸化炭素の再放出のリスクがある。